# ProLiteracy
ProLiteracy, nota anche come ProLiteracy Worldwide, è un'organizzazione internazionale no-profit che sostiene i programmi di alfabetizzazione che aiutano gli adulti a imparare a leggere e scrivere. Con sede a Syracuse, New York, ProLiteracy ha poco meno di 1.000 partecipanti negli Stati Uniti e collabora con 21 partner in 35 Paesi in via di sviluppo.

## Storia
ProLiteracy è nata nel 2002 dalla fusione tra Laubach Literacy International e Literacy Volunteers of America, Inc.
La storia di Laubach Literacy International inizia nel 1930, quando il Dr. Frank C. Laubach, missionario tra i Maranhão delle Filippine, iniziò ad insegnare agli abitanti di Mindanao a leggere e scrivere nella loro lingua. Dal 1935 al 1967 il Dr. Laubach ha visitato 105 Paesi rispondendo alle richieste di aiuto per l'alfabetizzazione e ha creato lezioni di lettura in 315 lingue. Ha fondato Laubach Literacy International a Syracuse, N.Y. nel 1955.
Literacy Volunteers of America è stata fondata nel 1962 da Ruth Johnson Colvin, che ha sviluppato un mezzo per formare i volontari a dare ripetizioni agli adulti.

## Introduzione
Il lavoro di ProLiteracy si divide in tre categorie: programmi, editoria e sviluppo.
La divisione Programmi di ProLiteracy lavora negli Stati Uniti e all'estero. ProLiteracy ha programmi partner di base nei Paesi in via di sviluppo in Asia, Africa, America Latina e Medio Oriente. ProLiteracy garantisce formazione, assistenza tecnica e sovvenzioni locali mirate a sostenere programmi su misura che combinano l'alfabetizzazione con l'autosufficienza economica, la salute, l'istruzione, la pace, i diritti umani e i progetti di sostenibilità ambientale.
Negli Stati Uniti ProLiteracy rappresenta circa 1.000 affiliati di volontariato e di educazione di base per adulti che operano nelle comunità, in 49 Stati e nel Distretto di Columbia. ProLiteracy sostiene i programmi membri con assistenza tecnica e servizi di sviluppo professionale e di programma online, con corsi di formazione regionali e con una conferenza biennale. Sostiene le questioni relative all'alfabetizzazione degli adulti e all'apprendimento permanente.
New Readers Press, la casa editrice di ProLiteracy, genera 7,5 milioni di dollari di entrate all'anno attraverso la vendita di materiali utilizzati nell'educazione di base degli adulti, nella preparazione ai test di equivalenza delle scuole superiori e nell'apprendimento della lingua inglese. Il ricavato di queste vendite sostiene i servizi che ProLiteracy offre agli operatori dell'alfabetizzazione. News for You®, pubblicato da New Readers Press, è una fonte settimanale di notizie online e cartacee per gli studenti di lingua inglese e di alfabetizzazione di base.
ProLiteracy sostiene le sue attività attraverso le entrate generate dai servizi a pagamento e dai contributi attraverso donazioni e sovvenzioni. La struttura a pagamento per i servizi consente a ProLiteracy di generare entrate chiedendo o sollecitando un pagamento in cambio di servizi e prodotti. I contributi includono donazioni individuali, lasciti e dotazioni. Le sovvenzioni sono generate da fondazioni aziendali e private.

## Finanziamenti
Circa il 77% dei finanziamenti di ProLiteracy proviene dalle vendite dei suoi materiali didattici. Circa il 15 percento proviene da fonti private, tra cui persone, aziende e fondazioni. Il resto proviene dalle quote degli affiliati e dai proventi degli investimenti. Nel 1997 la scrittrice Nora Roberts ha donato all'organizzazione i danni ottenuti da una causa per plagio.
Nel 2020 oltre il 77% dei contributi dei donatori è stato destinato alle spese del programma.

## Standard di affidabilità
- Charity Watch ha classificato ProLiteracy con un B+ nel 2020 e l'ha etichettata come un'organizzazione benefica Top-Rated.[13]
- ProLiteracy ha ottenuto il Sigillo di Trasparenza Platinum di GuideStar nel 2019, condividendo volontariamente le valutazioni dei progressi e dei risultati che utilizza per perseguire la sua missione.[14]
- Charity Navigator ha assegnato a ProLiteracy un punteggio di 88,7 su 100, sulla base dei dati dell'anno fiscale 2019 riportati nella sua ultima 990[15] depositata presso l'IRS.[12]
- Un rapporto del 2017 del Better Business Bureau Wise Giving Alliance (WGA) ha rilevato che ProLiteracy ha raggiunto tutti i suoi standard per la gestione degli enti di beneficenza. La WGA ha riscontrato che ProLiteracy è sincera nelle sue dichiarazioni su come vengono spesi i fondi, non destina una parte eccessiva del suo budget alla raccolta fondi o alle spese amministrative e rende i suoi rendiconti finanziari facilmente accessibili al pubblico.

## Crisi finanziaria e ripresa
Dal 2009 al 2013 sotto l'allora Presidente e CEO David C. Harvey, ProLiteracy ha affrontato gravi problemi finanziari, con un deficit di 1,8 milioni di dollari e una perdita di 1,7 milioni di dollari nel patrimonio netto nel 2012. Il trasferimento della sede centrale in un magazzino ristrutturato e gli investimenti nella comunità locale di Syracuse, NY, sono stati fattori che hanno contribuito al deficit, compresa la nuova apertura del Ruth J. Colvin Center for Innovation and Excellence in Adult Literacy, un laboratorio informatico pubblico progettato per insegnare agli adulti l'alfabetizzazione informatica.
Sei mesi dopo il trasferimento nella nuova sede di ProLiteracy, Harvey si è dimesso da Presidente. L'attuale CEO, Kevin J. Morgan, allora Presidente del Consiglio di Amministrazione dal 2009, ha dichiarato che Harvey “è andato a perseguire altre opportunità nell'area di Washington e lasciamo le cose come stanno”. Morgan ha poi aggiunto: “La buona notizia è che David ha lavorato per ProLiteracy per cinque anni e ha fatto un sacco di cose grandiose per l'organizzazione”. Nonostante questo, il curriculum vitae di Harvey, pubblicato il 28 maggio 2013, sembra fare riferimento alle sue prestazioni finanziarie presso ProLiteracy, come se avesse "guidato un'operazione di turnaround per un'organizzazione internazionale da 9 milioni di dollari". Harvey è il Direttore Esecutivo della Coalizione Nazionale dei Direttori STD dal 2016.
Morgan, che ha conseguito una laurea in marketing presso la Keller Graduate School of Management, è stato nominato Presidente e CEO ad interim, dividendo il suo tempo tra ProLiteracy e Full Suspension Marketing, una piccola startup e agenzia di marketing con sede nello Utah che ha fondato nel 2007. Il Consiglio di Amministrazione di ProLiteracy ha poi “formato un comitato di ricerca per un nuovo Presidente e Amministratore Delegato”, ha detto Morgan, concludendo che “a volte avviene rapidamente, altre volte può richiedere un po' di tempo, a seconda delle persone con cui si parla”. L'organizzazione è stata costretta a sviluppare un nuovo piano strategico nel 2013.
Nonostante la raccolta di oltre 1 milione di dollari in donazioni di beneficenza per ristrutturare la nuova sede di ProLiteracy nel bel mezzo della crisi, l'organizzazione ha dovuto affrontare un deficit di 1,2 milioni di dollari nel 2013 e ha conseguito una valutazione di 1 sola stella su Charity Navigator, dopo quasi un decennio di oscillazioni tra 1 e 3 stelle, che avevano portato Harvey a criticare pubblicamente nel 2010 l'osservatorio di beneficenza come un "modo imperfetto di valutare".
Durante l'anno fiscale successivo ProLiteracy si è ridimensionata notevolmente, licenziando molti dei suoi dipendenti a tempo pieno e chiudendo gli investimenti in erba nella comunità locale di Syracuse. Inoltre ProLiteracy ha ridotto il suo coinvolgimento internazionale da 30 a 20 Paesi. In effetti ProLiteracy ha chiuso l'anno fiscale 2014 con 3 milioni di dollari di entrate meno le spese e quasi il doppio del patrimonio netto da 3,3 a 6,3 milioni di dollari. Il comitato di ricerca si è sciolto, così come l'agenzia di marketing di Morgan, che rimane tuttora Presidente e CEO. Nel 2017 ProLiteracy ha ottenuto la sua prima valutazione a 4 stelle da Charity Navigator, un insieme di valutazioni a 3 stelle per la solidità finanziaria e a 4 stelle per l'affidabilità e la trasparenza.

## Premi
- Nel 2019 ProLiteracy è stata nominata vincitrice di livello 2 per il Barbara Bush Foundation Xprize Award. Presentato dalla Dollar General Literacy Foundation nell'ambito del concorso Communities.[36]
- Nel 2019 Proliteracy Worldwide ha conseguito il premio 2019 della Biblioteca del Congresso. Premio Literacy Awards David M. Rubenstein (150.000 dollari).[37]
- Nel 2018 la Biblioteca del Congresso ha nominato ProLiteracy come Honoree nella categoria Adult Literacy Program per i Literacy Awards 2018.[38]
- Nel 2016 l'Università di Syracuse ha premiato ProLiteracy Worldwide con il Community Partner Award del Chancellor's Award for Public Engagement and Scholarship.[39][40]
- Nel 2015 il CenterState CEO di Syracuse ha conferito a ProLiteracy il premio Community Visionary Award 2015.[41]